# Cachoeira Horsetail
A cachoeira Horsetail (Horsetail Fall, em inglês) é uma cachoeira que fica no Parque Nacional de Yosemite, no estado da Califórnia, nos Estados Unidos. Assim é conhecida devido à forma de uma cauda de cavalo quando cai sobre a borda leste de El Capitan, uma enorme formação rochosa. Esse fenômeno só pode ser visto por algumas semanas em fevereiro, quando o pôr do sol atinge a cachoeira, criando um brilho laranja profundo.